# Das tapfere Schneiderlein (1981)
Das tapfere Schneiderlein ist ein Märchenfilm von Uwe-Detlev Jessen aus dem Jahr 1981, der auf dem gleichnamigen Märchen der Brüder Grimm basiert. Am 25. Dezember 1981 wurde der Film im Fernsehen der DDR gezeigt.

## Handlung
Ein armer Schneider trifft eines Tages auf eine Musfrau, die ihm mit den Worten „Gut Mus feil! Gut Mus feil.“ selbstgemachtes Pflaumenmus verkauft. Kaum bezahlt, schmiert er es sich sogleich auf sein Brot. Beim Essen gestört, erlegt er mit einem Schlag sieben Fliegen gleichzeitig. Er bestickt sogleich ein Mieder mit der Aufschrift: „Sieben auf einen Streich“. Diese vermeintliche Heldentat spricht sich herum und beeindruckt auch den König des Landes und seine Tochter, die schöne Prinzessin. Er stellt dem tapferen Schneiderlein eine Belohnung in Aussicht, wenn er das Königreich von zwei Riesen befreit, die im Land ihr Unwesen treiben. Mit einer List gelingt es dem Schneiderlein tatsächlich, die beiden Riesen zu töten. Aber die Hand der Prinzessin und Teile des versprochenen Königreiches bleiben ihm verwehrt. Der König überredet ihn auf Drängen seines Beraters zu weiteren Abenteuern. Erst nach dem Einfangen eines Einhorns und eines tobenden Wildschweins, bei dem das tapfere Schneiderlein seine Klugheit erneut unter Beweis stellt, ist der König zufriedengestellt. 

## Kritik
„DDR-Kinderfilm nach dem Märchen der Gebrüder Grimm um einen armen Schneider, der nach dem Erlegen von sieben Fliegen glaubt, ein Held werden zu können.“